# Isabelle Hachey
Pour les articles homonymes, voir Hachey.
Isabelle Hachey est une journaliste et chroniqueuse canadienne qui a réalisé des reportages dans 42 pays. Elle a couvert plusieurs zones de conflits, notamment en Ukraine, en Irak, en Libye et dans les territoires palestiniens. Elle a obtenu plus de 15 nominations en carrière au Concours canadien de journalisme. Son texte sur l’esclavage en Mauritanie lui vaut une nomination au prestigieux prix Albert-Londres.  Elle fait partie du Palmarès des 100 personnes les plus influentes du Québec de L’Actualité en 2019 (50e position) et en 2024 (51e position). Elle a été nommée journaliste de l'année 2022 au Concours canadien de journalisme.    

## Biographie
Isabelle Hachey est titulaire d'un diplôme d'études collégiales en art et technologie des médias. Elle entreprend un baccalauréat en science politique à l’UQAM, qu’elle n’a jamais terminé. Sa carrière professionnelle de journaliste débute avec la signature d'articles pour Le Devoir. En 1996-1997, elle est rédactrice en chef du journal étudiant Montréal Campus. Après un stage en journalisme, Isabelle Hachey se joint à La Presse en 1997 en tant que journaliste affectée à la couverture de la région Laval-Laurentides-Lanaudière.
À la suite de sa couverture des commémorations du premier anniversaire du décès de la princesse Diana en Europe, elle est nommée correspondante permanente de La Presse à Londres en 2001. Ses articles décrivent l’actualité européenne et britannique, dont les réactions aux événements du 11 septembre 2001. Cette affectation lui permet de se déplacer au Proche-Orient, notamment en Israël après l’adoption d'un plan de paix entre Israéliens et Palestiniens. Elle est dépêchée en Grèce lors des Jeux olympiques d’Athènes de 2004, puis en Libye pour un reportage sur la rédemption de Mouammar Kadhafi.
En 2009, elle remporte le prix Jules-Fournier, attribué par le Conseil supérieur de la langue française en reconnaissance de la qualité de la langue de ses écrits. En 2011, elle signe avec le vidéaste Martin Leblanc la série de webdocumentaires Des mosquées et des hommes, qui explore les relations avec les communautés musulmanes dans sept villes du monde. De retour en Libye, Isabelle Hachey enquête sur le système de corruption organisée chez la firme de génie SNC-Lavalin et ses liens avec l'ancien régime dictatorial libyen.
Isabelle Hachey se joint à l'équipe des journalistes d'enquête de La Presse en 2012. Elle publie notamment des reportages sur la sexo-sélection en Inde et en Chine, les 20 ans du génocide des Tutsis au Rwanda, les victimes du groupe État islamique au Kurdistan irakien, l’imposture d’un Montréalais qui prétendait avoir libéré 140 chrétiens et yézidis capturés en Irak par le groupe armé État islamique, et la révolution féministe dans le nord de la Syrie. Son portrait d’un tueur de masse est salué par le jury du Prix Judith-Jasmin pour « la nuance de la démarche journalistique »,.
Plusieurs personnalités québécoises ont été démasquées par le biais de la plume d’Isabelle Hachey. En 2015, son enquête sur la véracité des reportages de François Bugingo cause la stupeur dans les médias québécois. En 2017, elle dévoile que le chef Giovanni Apollo a romancé sa vie. À la suite des révélations de la journaliste, Martin-Luc Archambault se retire de l’émission Dans l’oeil du dragon. Enfin, le Dr Gilles Julien doit s’excuser à la suite de la publication de témoignages d’employés et d’administrateurs sur sa gestion toxique de sa fondation.   
En 2019, Isabelle Hachey devient columnist aux actualités générales à La Presse. Dans ses chroniques, elle aborde avec finesse et rigueur des sujets de société variés, tels que le vol de données personnelles au Caisses Desjardins, la question de la liberté académique et de la liberté d’expression, ou l'aide médicale à mourir chez les personnes atteintes de maladies neurodégénératives. Elle se fait engager comme « aide de services » et passe cinq jours en zone rouge dans un CHSLD au cœur de la première vague de la pandémie de Covid-19.
La journaliste se rend en Ukraine en mars 2022 afin de documenter les conséquences de l’invasion russe, plus particulièrement le sort des réfugiés. En janvier 2023, elle visite les lignes de front à Bakhmout ainsi que plusieurs villes qui ont subi l’occupation russe, où elle recueille les témoignages de personnes torturées et de citoyens qui ont empêché le kidnapping d’enfants. En octobre 2023, elle rencontre des survivants de l'attaque du Hamas au kibboutz de Be’eri. Quelques jours après la chute du régime Assad, Isabelle Hachey se rend à Damas, Alep et Idlib pour colliger des réactions de Syriens.

## Œuvres

### Livres
- Déracinés : les enfants perdus d'Hato Mayor, Montréal, Les Éditions La Presse, 2015, 240 p. (ISBN 978-2-897053-97-0)
- Là où bat le cœur du monde : reportages et chroniques 2003-2023, Montréal, Les Éditions La Presse, 2023, 326 p. (ISBN 978-2-898-25257-0)

## Récompenses
- 2009 – Prix Jules-Fournier[40]
- 2011 – Prix Antoine-Désilets, catégorie « Multimédia »[41]
- 2012 – Canadian Online Publishing Awards, catégorie « Meilleure vidéo ou meilleur article multimédia »[42]
- 2013 – Prix Judith-Jasmin, catégories « Grand reportage » et « Nouvelles/médias nationaux »[43]
- 2013 – Prix des médias, Au-delà des frontières - ECPAT Canada[44]
- 2014 – Prix écrit français, Au-delà des frontières - ECPAT Canada[45]
- 2016 – Prix Judith-Jasmin, catégorie « Enquête »[46]
- 2017 – Prix Norman Webster pour Reportage à caractère international[47]
- 2018 – Prix Judith-Jasmin, catégorie « Grand reportage »[48]
- 2019 – Prix Judith-Jasmin, catégorie « Justice et faits divers »[27]
- 2019 – Prix George-Brown pour Grande enquête (avec Katia Gagnon, Simon-Olivier Lorange, Tristan Péloquin, Fanny Lévesque, Gabriel Béland, Thomas de Lorimier et William Leclerc)[49]
- 2020 – Prix Judith-Jasmin, catégorie « Opinion »[50]
- 2020 – Prix William Southam pour Reportage élaboré[47]
- 2022 – Prix Norman Webster pour Reportage à caractère international [7]
- 2022 – Prix Mary Ann Shadd Cary pour Chronique[7]
- 2022 – Journaliste de l'année au Concours canadien de journalisme (National Newspaper Awards)[7]
- 2023 – Prix Judith-Jasmin, catégorie « Faits divers et affaires criminelles »[51]
- 2023 – Prix Judith-Jasmin, catégorie « Opinion »[51]
- 2025 – Prix Mary Ann Shadd Cary pour Chronique[52]